# Мохове (Макушинський округ)
Мо́хове (рос. Моховое) — село у складі Макушинського округу Курганської області, Росія.
Населення — 239 осіб (2010, 410 у 2002).
Національний склад станом на 2002 рік:
- росіяни — 93 %